# Bukit Pagon
Bukit Pagon é um monte sobre a fronteira Brunei-Malásia, na ilha de Bornéu, e que constitui o ponto mais alto de Brunei. Tem 1850 m de altitude.
O Bukit Pagon fica no sul do distrito de Temburong, Brunei, enquanto do lado malaio fica na divisão de Limbang, no estado de Sarawak.
A espécie de planta carnívora Nepenthes lowii pode ser encontrada nas suas encostas.